# Image Award/Bestes Album
Image Award: Bestes Album (Outstanding Album)

## 1990er Jahre
- 1994: Whitney Houston/Diverse Interpreten – Bodyguard (Soundtrack)
- 1996: Whitney Houston/Diverse Interpreten – Warten auf Mr. Right (Soundtrack)
- 1997: Whitney Houston – Rendezvous mit einem Engel (Soundtrack)
- 1998: Diverse Interpreten – Soul Food (Soundtrack)
- 1999: Lauryn Hill – The Miseducation of Lauryn Hill

## 2000er Jahre
- 2000: Diverse Interpreten – The Best Man – Hochzeit mit Hindernissen (Soundtrack)
- 2001: Stevie Wonder – At the Close of the Century
- 2002: Alicia Keys – Songs in A Minor
- 2003: Kirk Franklin – The Rebirth of Kirk Franklin
- 2004: Luther Vandross – Dance with My Father
- 2005: Prince – Musicology
- 2006: Mariah Carey – The Emancipation of Mimi
- 2007: Diverse Interpreten – Dreamgirls: Music from the Motion Picture
- 2008: Alicia Keys – As I Am
- 2009: Jennifer Hudson – Jennifer Hudson